# Stomolophus fritillarius
Stomolophus fritillarius is een schijfkwal uit de familie Stomolophidae. De kwal komt uit het geslacht Stomolophus. Stomolophus fritillarius werd in 1880 voor het eerst wetenschappelijk beschreven door Haeckel. 